# NGC 3283
NGC 3283 este o galaxie lenticulară situată în constelația Velele. A fost descoperită în 3 martie 1837 de către John Herschel. Se află la o distanță de 38,84 de megaparseci de Pământ.